# Перевернутий світ
«Перевернутий світ» (англ. The Inverted World) — науково-фантастичний роман Крістофера Пріста, вперше виданий 1974 року. Частково заснований на однойменному оповіданні, опублікованому в журналі New Writings in SF 22 в 1973 році.

## Публікації
Роман спочатку публікувався в Galaxy, вийшовши на сторінках журналу у чотирьох номерах, з грудня 1973 по березень 1974-го. Вже в травні 1974 року видавництвом Faber and Faber книга була опублікована окремим виданням.

## Сюжет
Перша і третя частини розказані головним героєм — Гельвардом Манном — від першої особи, друга і четверта — від третьої особи.
Гельвард живе в місті, званому «Земля» або просто Містом, який постійно рухається рейками з півдня на північ, з минулого в майбутнє, з середньою швидкістю приблизно в 1,5 км (1 миля) за десять днів. Місто змушене постійно рухатися на північ, щоб не відстати від якоїсь точки «оптимальності», від якої Місто відносить поверхня планети, яка рухається з півночі на південь. Через цей рівномірний рух жителі Міста вимірюють час в милях, наприклад, повноліття настає у віці 650 миль (1000 км).
Гельвард після досягнення віку 650 миль вирішує піти стопами батька і стати членом однієї з верховних гільдій, гільдії розвідників майбутнього. Він проходить учнівство по черзі у всіх інших верховних гільдіях, щоб навчитися всім необхідним навичкам, після чого йому дають завдання вирушити на південь, у минуле. Пройшовши далеко на південь, Гельвард переконується, що його світ має досить дивну структуру гіперболоїдного виду, на півдні поверхня планети розплющується, нескінченно розтягуючись в обидва боки, а «минуле» і «майбутнє» є не просто назвою напрямів, бо на півдні час тече значно повільніше, ніж близько до точки оптимуму. Гельвард повертається в Місто з твердою впевненістю, що Місту життєво необхідно постійно рухатися до оптимуму, що постійно віддаляється.
Після деякого часу Гельвард, розвідуючи місцевість в майбутньому, виявляє нездоланну перешкоду для Міста — безмежний водний простір. Якраз в цей час він випадково зустрічає жінку на ім'я Елізабет Хан, яка стверджує, що прибула з Англії, з Землі. Вона дуже здивована існуванням дивного «міста», бо насправді Місто знаходиться на Землі, на території Португалії, а водна перешкода, виявлена Гельвардом — Атлантичний океан. Земля в минулому пережила енергетичну кризу, в результаті якої цивілізація на частині земної кулі прийшла в занепад. Елізабет вирушила до Англії, щоб роздобути відомості про це місто, після чого повернулась і розповіла жителям Міста правду про нього. Місто — лише пересувна лабораторія, за двісті років до цього запущена в Південно-Східній Азії фізиком Дистейном, який винайшов спосіб отримання необмеженої кількості енергії завдяки так званому транслатераційному генератору. 
Однак, для отримання енергії лабораторія з генератором повинна триматися біля транслатераційного вікна, що постійно пересувається поверхнею Землі, яке провело Місто через всю Євразію, будучи «оптимумом». Але транслатераційне поле мало побічні ефекти, впливаючи на органи почуттів і генетичний код жителів Міста, через що їм здавалося, що всі астрономічні об'єкти мають гіперболоїдну форму, а час тече з іншою швидкістю далеко від транслатераційного вікна.
Таким чином, Місто буде змушене зупинитися, незважаючи на неприйняття Гельвардом і деякими іншими гільдиєрами нової, перевернутої картини світу.

## Відзнаки та нагороди
1974 року роман отримав премію Британської Асоціації Наукової Фантастики (British Science Fiction Award) як найкращий роман року. Він також номінувався 1975 року на премію Хьюго.
1985 року найавторитетнішим шотландським критиком-фантастикознавцем Дейвідом Прінґлом роман включено до переліку 100 найкращих англомовних науково-фантастичних романів за період з 1949 по 1984 рік.